# Actinoscyphiidae
Actinoscyphiidae Stephenson, 1920 è una famiglia di antozoi dell'ordine Actiniaria.

## Tassonomia
Comprende i seguenti generi:
- Actinoscyphia Stephenson, 1920
- Epiparactis Carlgren, 1921